# Ribeira Brava (freguesia)
A Freguesia de Ribeira Brava, com sede na vila que lhe deu o nome, é uma freguesia portuguesa do município da Ribeira Brava, com 17,50 km² de área e 6232 habitantes (censo de 2021), tendo, por isso, uma densidade populacional de 356,1 hab./km².
Localiza-se a uma latitude 32.65 (32°39') norte e a uma longitude 17.0667 (17°4') oeste, estando a uma altitude de 0 metros. Ribeira Brava tem uma estrada que liga Calheta e Funchal. A atividade principal é a agricultura. Encontra-se banhada pelo Oceano Atlântico a sul e com montanhas a norte.

## Demografia
A população registada nos censos foi:
| Distribuição da População por Grupos Etários | Distribuição da População por Grupos Etários | Distribuição da População por Grupos Etários | Distribuição da População por Grupos Etários | Distribuição da População por Grupos Etários |
| -------------------------------------------- | -------------------------------------------- | -------------------------------------------- | -------------------------------------------- | -------------------------------------------- |
| Ano                                          | 0-14 Anos                                    | 15-24 Anos                                   | 25-64 Anos                                   | > 65 Anos                                    |
| 2001                                         | 1208                                         | 878                                          | 2926                                         | 929                                          |
| 2011                                         | 1155                                         | 803                                          | 3539                                         | 1091                                         |
| 2021                                         | 789                                          | 776                                          | 3358                                         | 1309                                         |

## Património Edificado

### Solar dos Herédias
O Solar dos Herédias, localizado no centro da vila, junto à igreja matriz,foi a moradia do fundador do concelho e Visconde da Ribeira Brava, Francisco Correia Herédia. Este centenário edifício,de inícios do século XIX, contém no seu interior um magnífico jardim com inúmeras espécies naturais. É, desde a década de 1980, a sede da Câmara Municipal da Ribeira Brava e está classificado como Monumento de Interesse Municipal desde 1994.

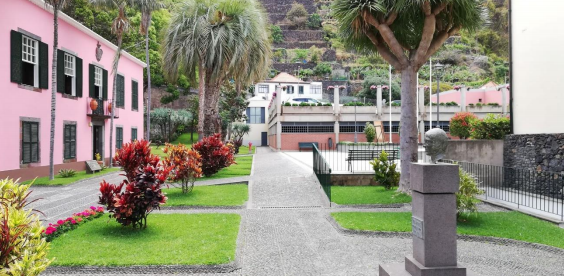
Jardim do Solar dos Herédias

### Miradouro de São Sebastião
Este miradouro está localizado num rochedo sobranceiro à vila da Ribeira Brava e oferece uma bela vista panorâmica sobre o vale da Ribeira Brava,neste miradouro avista-se todo o concelho da Ribeira Brava e ainda a costa marítima da Quinta Grande, Campanário, Lugar de Baixo e Ponta do Sol.